# Marina Wladimirowna Schainowa
Marina Wladimirowna Schainowa (russisch Мари́на Влади́мировна Ша́инова; * 14. März 1986 in Konokowo, Region Krasnodar, Russland) ist eine russische Gewichtheberin.

## Karriere
Gedopt trat Schainowa bei den Olympischen Sommerspielen 2008 in Peking an und erschlich sich so in der Gewichtsklasse bis 58 kg die Silbermedaille mit 227 kg. Für Russland gewann sie zudem die Bronzemedaille bei der Weltmeisterschaft 2005 mit 233 kg und die Silbermedaille bei der Weltmeisterschaft 2007 mit 237 kg. Daneben stehen zwei Goldmedaillen, die sie bei den Europameisterschaften 2006 und 2007 geholt hatte.

## Doping-Wiederholungstäterin
Schainowa wurde vom Internationalen Gewichtheber-Verband (IWF) vom 11. April 2013 bis 11. April 2015 wegen Dopings gesperrt (Stanozolol). Die bei der Europameisterschaft 2013 in Tirana gewonnenen Titel wurden ihr aberkannt. Am 31. August 2016 wurde ihr aufgrund eines positiven Doping-Nachtests die Silbermedaille von den Olympischen Sommerspielen 2008 nachträglich aberkannt.